# Argentina i olympiska vinterspelen 1988
Argentina deltog med 15 deltagare vid de olympiska vinterspelen 1988 i Calgary. Ingen av landets deltagare erövrade någon medalj.